# Nemocardium (Keenaea) centifilosum
Nemocardium (Keenaea) centifilosum is een tweekleppigensoort uit de familie van de Cardiidae. De wetenschappelijke naam van de soort is voor het eerst geldig gepubliceerd in 1864 door Carpenter.